# Jennyfer Dutschke

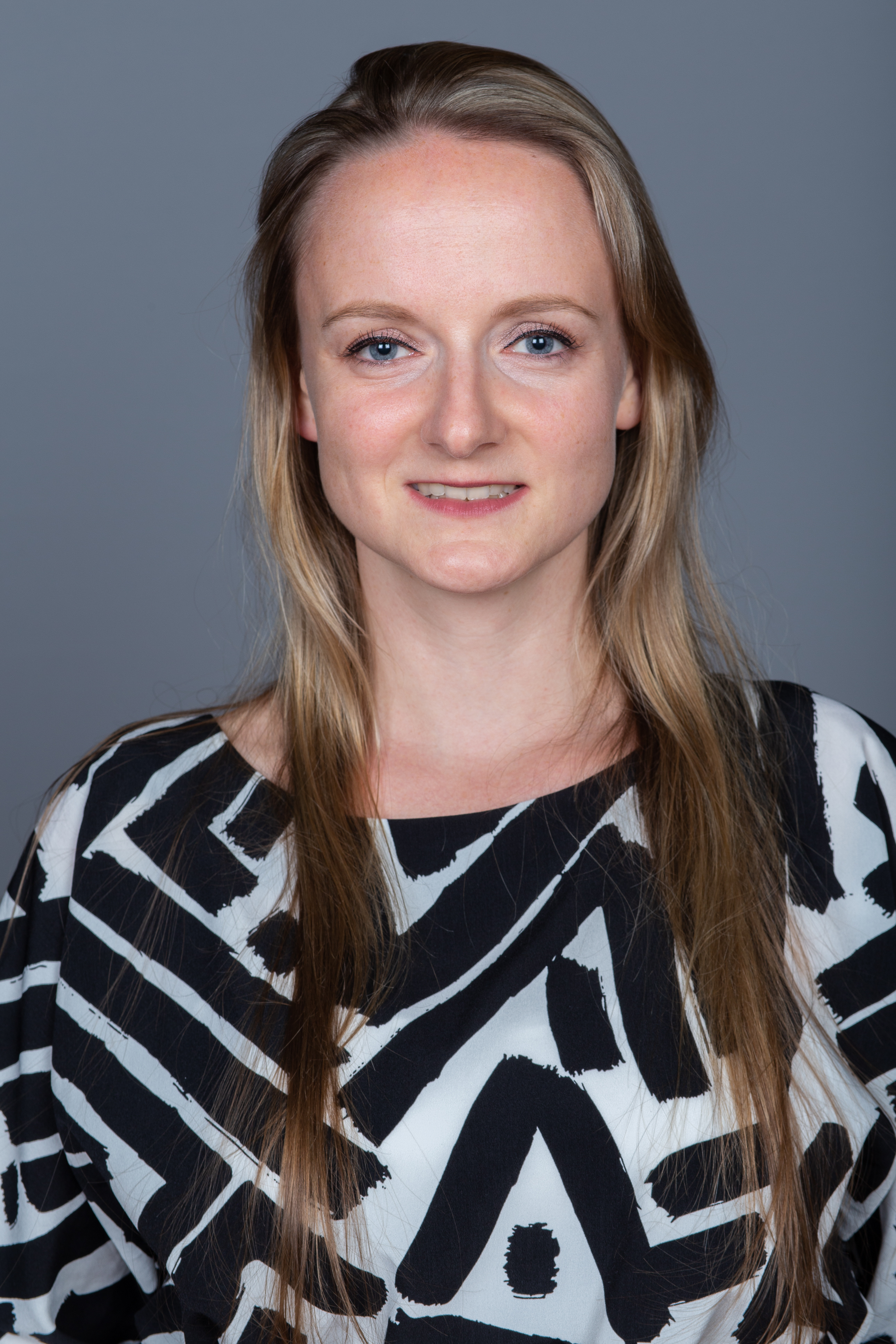
Jennyfer Dutschke (2018)

Jennyfer Dutschke (* 7. Juni 1986 in Hamburg) ist eine deutsche Politikerin (FDP) und war von 2015 bis 2020 Mitglied der Hamburgischen Bürgerschaft. Von November 2017 bis Mai 2018 war sie parlamentarische Geschäftsführerin und stellvertretende Vorsitzende der FDP-Fraktion.

## Leben und Wirken
Jennyfer Dutschke wuchs in Hamburg-Rahlstedt auf. 2006 legte sie das Abitur am Gymnasium Oldenfelde ab. Danach absolvierte sie ein Studium der Wirtschaftswissenschaften an der Universität Hamburg, das sie 2012 erfolgreich abschloss. Während der 20. Wahlperiode der Hamburgischen Bürgerschaft war sie als wissenschaftliche Mitarbeiterin für den Abgeordneten Thomas-Sönke Kluth tätig. Von 2008 bis 2015 arbeitete sie für die Friedrich-Naumann-Stiftung für die Freiheit im Hamburger Büro der Stiftung.
2005 trat Dutschke den Jungen Liberalen bei. 2007 wurde sie Mitglied der FDP. Seit 2013 ist sie Beisitzerin im Landesvorstand der FDP Hamburg und seit 2014 Vorsitzende des Hamburger Kreisverbands Rahlstedt. Bei der Bürgerschaftswahl in Hamburg 2015 trat sie auf dem Landeslistenplatz 7 an und zog mit 1078 personenbezogenen Listenstimmen (0,1 %) in die Bürgerschaft ein. Gleichzeitig hatte sie auch auf Platz 1 der FDP-Wahlkreisliste für den Wahlkreis Rahlstedt kandidiert, wo sie jedoch mit 5162 Stimmen (3,0 %) kein Direktmandat erlangen konnte. In der 21. Bürgerschaft gehörte Dutschke zunächst dem Ausschuss für Soziales, Arbeit und Integration, dem Eingabenausschuss, dem Haushaltsausschuss sowie dem Ausschuss für Wirtschaft, Innovation und Medien an. Nach einer fraktionsinternen Neuverteilung der Aufgaben ist sie Obfrau im Haushaltsausschuss und Mitglied des Gesundheitsausschusses und Vertreterin im Ausschuss für Wirtschaft, Innovation und Medien, im Ausschuss für öffentliche Unternehmen, im Ausschuss für Soziales, Gesundheit und Integration, im gemeinsamen Ausschuss mit Schleswig-Holstein und in der Härtefallkommission. Sie tritt seither als Sprecherin der FDP für Finanzen, Gesundheit, Haushalt und IT auf. Nachdem der bisherige Parlamentarische Geschäftsführer Michael Kruse im Oktober 2017 zum Fraktionsvorsitzenden der FDP-Bürgerschaftsfraktion gewählt worden war, übernahm sie vorübergehend dessen bisherigen Posten.
Nachdem ihre Partei bei der Bürgerschaftswahl 2020 an der Fünfprozenthürde gescheitert war, schied sie aus der Bürgerschaft aus.